# Vienna (Illinois)
Vienna és una població dels Estats Units a l'estat d'Illinois. Segons el cens del 2000 tenia 1.234 habitants.

## Demografia
Segons el cens del 2000, Vienna tenia 1.234 habitants, 560 habitatges, i 309 famílies. La densitat de població era de 212,7 habitants/km².
Dels 560 habitatges en un 27,7% hi vivien nens de menys de 18 anys, en un 39,5% hi vivien parelles casades, en un 13,2% dones solteres, i en un 44,8% no eren unitats familiars. En el 41,4% dels habitatges hi vivien persones soles el 25,5% de les quals corresponia a persones de 65 anys o més que vivien soles. El nombre mitjà de persones vivint en cada habitatge era de 2,12 i el nombre mitjà de persones que vivien en cada família era de 2,89.
Per edats la població es repartia de la següent manera: un 22,6% tenia menys de 18 anys, un 9% entre 18 i 24, un 23,8% entre 25 i 44, un 18,3% de 45 a 60 i un 26,3% 65 anys o més.
L'edat mediana era de 40 anys. Per cada 100 dones de 18 o més anys hi havia 70,8 homes.
La renda mediana per habitatge era de 21.702 $ i la renda mediana per família de 31.250 $. Els homes tenien una renda mediana de 34.583 $ mentre que les dones 17.614 $. La renda per capita de la població era de 13.662 $. Aproximadament el 17,7% de les famílies i el 20% de la població estaven per davall del llindar de pobresa.

## Poblacions més properes
El següent diagrama mostra les poblacions més properes.